# Tropfenkehlspecht
Der Tropfenkehlspecht (Chrysophlegma mentale, Syn.: Picus mentalis) ist eine Vogelart aus der Familie der Spechte (Picidae). Die mittelgroße Spechtart besiedelt Teile Südostasiens und bewohnt in erster Linie den immergrünen tropischen Regenwald, vor allem feuchtere Bereiche mit großen Bäumen und dichtem Unterwuchs. Die in der unteren und mittleren Baumschicht gesuchte Nahrung besteht aus Ameisen, Termiten, Insektenlarven, Käfern, Heuschrecken, Schaben und anderen Insekten. Gelegentlich werden auch Beeren gefressen.
Die Art ist in ihrem Areal wenig häufig bis lokal häufig, der Bestand ist auf Grund von Lebensraumzerstörung wahrscheinlich rückläufig. Der Tropfenkehlspecht wird von der IUCN aber noch als ungefährdet („least concern“) eingestuft.

## Beschreibung
Tropfenkehlspechte sind mittelgroße Spechte mit einer aufgerichteten oder nach oben geschwungenen Federhaube, einem steifen, langen Schwanz und einem recht langen, meißelförmig zugespitzten und an der Basis recht breiten Schnabel. Der Schnabelfirst ist nach unten gebogen. Die Körperlänge beträgt etwa 26–28 cm, das Gewicht 88–113 g, sie sind damit deutlich größer und schwerer als ein Buntspecht. Die Art zeigt hinsichtlich der Färbung einen wenig auffallenden Geschlechtsdimorphismus, Weibchen sind außerdem etwas kurzschnäbeliger als Männchen.
Bei Männchen der im größten Teil des Areals verbreiteten Unterart Chrysophlegma mentale humii ist der größte Teil der Oberseite einschließlich Oberschwanzdecken, Schulter- und Schirmfedern und kleinen Oberflügeldecken grün mit einem leichten Gelbton, der Bürzel ist leuchtender gelb. Die mittleren und großen Oberflügeldecken sind leuchtend rötlich kastanienbraun, im frischen Gefieder mit schmalen grünen Säumen. Die Schwingen sind überwiegend schwärzlich braun, die Außenfahnen der Armschwingen und der inneren Handschwingen sind ebenfalls rötlich kastanienbraun. Alle Schwingen zeigen auf Außen- wie Innenfahnen bindenartige rötliche Flecken, die in den kastanienbraunen Bereichen nur undeutlich erkennbar sind. Die Schwanzoberseite ist schwärzlich. Die Brust ist leicht rötlich kastanienbraun, die übrige Unterseite des Rumpfes einschließlich der Unterschwanzdecken ist grün mit einem Bronzeton. Die Schwingenunterseiten sind auf bräunlichem Grund, die Unterflügeldecken auf mehr grünlichem Grund zimt-rotbraun gebändert. Der Unterschwanz ist wie der Oberschwanz gefärbt.
Stirn und Oberkopf sind dunkelgrün bis olivgrün, gelegentlich haben die Federn an den Seiten rotbraune Spitzen. Die Spitzen der zu einer Haube verlängerten Federn am hinteren Oberkopf und am Hinterkopf sind gelb; diese Gelbfärbung erstreckt sich bis auf den Nacken. Die Zügelregion und die Ohrdecken sind dunkelgrün, die Halsseiten sind rötlich kastanienbraun, diese Färbung erstreckt sich bis auf die Brust. Der Bartstreif ist dunkel olivgrün mit weißen Stricheln oder Flecken, Kinn und Kehle sind weiß mit olivgrünen Stricheln, auf der unteren Kehle oft mehr gebändert. 
Der Schnabel ist dunkelgrau, der Unterschnabel heller grau. Beine und Zehen sind oliv bis grau. Die Iris ist rot, rotbraun oder braun, der Augenring ist oliv bis olivgrau.
Beim Weibchen ist die rötlich kastanienbraune Partie nicht auf die Halsseiten beschränkt, sondern dehnt sich nach vorn entlang des Bartstreifs bis zur Schnabelbasis aus, oft auch bis auf das Kinn.

## Lautäußerungen
Häufige Rufe sind einzelne „kjick“-Laute, denen Serien von „kwee“ oder „kjee“-Lauten folgen können. Eine lange und schnelle Rufreihe aus „wee“-Rufen ist ebenfalls bekannt. Die Trommelwirbel sind kurz und recht schnell.

## Verbreitung
Diese Spechtart besiedelt Teile Südostasiens. Das Verbreitungsgebiet reicht in West-Ost-Richtung vom äußersten Süden Myanmars bis zur Ostküste Borneos, nach Süden reicht das Areal über große Teile der Malaiischen Halbinsel und das mittlere Sumatra sowie Bangka bis in den äußersten Westen Javas. Die Größe des Gesamtverbreitungsgebietes ist nicht genau bekannt.

## Systematik
Winkler et al. erkennen zwei recht gut differenzierte Unterarten an:
- Chrysophlegma mentale humii  Hargitt, 1889 – Größter Teil des Verbreitungsgebietes. Diese Unterart ist oben beschrieben.

- Chrysophlegma mentale mentale  (Temminck, 1826)  – Westen Javas. Deutlich größer als vorige Unterart, aber proportional kurzschnäbeliger. Oberseite matter und dunkler, kastanienbraune Färbung am Hals bis auf Teile von Hinterkopf und Haube ausgedehnt. Beim Männchen sind Bartstreif, Kinn und Kehle schwärzlich mit weißer Fleckung, beim Weibchen sind Kinn und Kehle fast vollständig kastanienbraun.

## Lebensraum
Tropfenkehlspechte bewohnen in erster Linie den immergrünen tropischen Regenwald, vor allem feuchtere Bereiche mit großen Bäumen und dichtem Unterwuchs, aber auch dicht bewachsene Lichtungen und Waldkanten sowie gelegentlich die landseitigen Bereiche von Mangrove. Dichte und hohe Sekundärwälder, Buschland oder Kulturland werden nur selten aufgesucht. Die Art kommt im Flach- und Bergland vor, in Thailand meist unterhalb 1000 m, auf der Malaiischen Halbinsel bis 1200 m und auf den Großen Sundainseln bis 1700 m.

## Lebensweise
Tropfenkehlspechte werden meist einzeln, gelegentlich paarweise angetroffen und schließen sich auch nicht selten gemischten Vogeltrupps an. Sie bewegen sich sehr schnell und unruhig, hängen bei der Nahrungssuche oft in Rückenlage und versuchen Nahrungsobjekte häufig flatternd zu erreichen. Die Nahrung wird in der unteren und mittleren Baumschicht an den Stämmen kleiner Bäume, niedrigen Ästen und an mit Epiphyten oder Ranken überwachsenen Stubben gesucht. Sie besteht aus Ameisen, Termiten, Insektenlarven, Käfern, Heuschrecken, Schaben und anderen Insekten. Gelegentlich werden auch Beeren gefressen. Nahrungsobjekte werden überwiegend durch Sondieren, Ablesen oder das Entfernen von Laubstreu und Ähnlichem erlangt; Hacken und intensives Hämmern werden nicht häufig beobachtet.
Bruten wurden in Malaysia im März und April, auf Java im März und auf Borneo von Februar bis Juni beobachtet. Die Höhlen werden in Baumstümpfen angelegt, die Gelege umfassen zwei bis drei Eier. Weitere Angaben zur Brutbiologie liegen bisher nicht vor.

## Bestand und Gefährdung
Angaben zur Größe des Weltbestandes sind nicht verfügbar. Die Art ist in ihrem Areal wenig häufig bis lokal häufig, der Bestand ist auf Grund von Lebensraumzerstörung wahrscheinlich rückläufig. Der Tropfenkehlspecht wird von der IUCN aber noch als ungefährdet („least concern“) eingestuft.